# Jaume Curbet Boj
Jaume Curbet Boj   (Girona, 13 de setembre de 1927 - Girona, 5 de novembre de 2015) va ser un futbolista, impressor i editor.
Va néixer a Girona el 13 de setembre de 1927. Es va casar amb Maria Hereu Llover, amb la qual va tenir tres fills, Jaume Curbet i Hereu, que fou tinent d'alcalde a l'Ajuntament de Girona durant el primer mandat de l'alcalde Joaquim Nadal, Joaquim Curbet i Hereu, fotògraf i editor, fundador de l'editorial Curbet Edicions i Jordi Curbet i Hereu, filòleg i escriptor.
L'any 1941, amb només catorze anys, va entrar a treballar a la impremta la Ràpida del carrer de la Rutlla, i als vint-i-set va muntar amb els seus germans Gràfiques Curbet, on treballaria fins a la seva jubilació el 1992. En la seva tasca d'impressor i editor destaca per haver estat promotor i impressor de la revista Presència.
Va ser un destacat jugador del Girona Futbol Club, amb el qual va jugar des de la temporada 1945-46 fins a la 1956-57. Com a capità de l'equip va aconseguir l'ascens a la 2a Divisió Nacional l'any 1956. Un cop retirat, va passar a formar de la directiva i va tenir cura dels equips juvenil i amateur. El 1968 va ser un dels fundadors de l'Agrupació de Futbolistes Veterans de Girona i va ocupar el càrrec de vicepresident d'aquesta entitat des de la seva creació fins als últims anys de la seva vida.
Va tenir una vida associativa activa, lligada al món de l'esport, en entitats com el Grup Excursionista i Esportiu Gironí, la Penya Doble Set o la Penya Bons Aires i fou un dels impulsors de les Medalles de l'Esport de les Comarques Gironines, guardó que reconeix la trajectòria d'aquelles persones de més de seixanta anys que han dedicat el seu esforç a la pràctica, la difusió i la projecció de l'esport a les comarques gironines. Ell mateix va rebre aquesta distinció l'any 1994.

## Obra[calcitació]
Ha publicat diversos llibres sobre la història del futbol a Girona.
- Història del futbol a Girona. I part, 1904-1957 (1992)
- Fèlix Farró i Martí: crònica de la vida d'un gironí (1997)
- Història del futbol a Girona. II part, 1957-2000 (2001)
- 75 anys del Girona FC: història gràfica (2006)

## Fons fotogràfic i audiovisual
L'any 2013, el seu fill Joaquim Curbet i Hereu va fer donació a l'Arxiu Municipal de Girona d'un fons documental format 1,8 metres lineals de documentació textual i hemerogràfica; 3.500 fotografies aproximadament i 42 pel·lícules, principalment de temàtica familiar, i d'activitats de l'Agrupació de Futbolistes Veterans.